# Хејворт (Илиноис)
Хејворт (енгл. Heyworth) град је у америчкој савезној држави Илиноис.

## Демографија
По попису из 2010. године број становника је 2.841, што је 410 (16,9%) становника више него 2000. године.
| Група             | 2000.         | 2010.         |
| Белци             | 2.370 (97,5%) | 2.721 (95,8%) |
| Афроамериканци    | 4 (0,2%)      | 10 (0,4%)     |
| Азијати           | 9 (0,4%)      | 11 (0,4%)     |
| Хиспаноамериканци | 20 (0,8%)     | 62 (2,2%)     |
| Укупно            | 2.431         | 2.841         |